# Universidad de Nápoles La Oriental
La Universidad de Nápoles La Oriental (en italiano: Università degli Studi di Napoli "L'Orientale", UNIOR) es una universidad pública italiana ubicada en Nápoles, cuyo núcleo original fue fundado en 1732. Es considerada el centro de Sinología y Estudios Orientales más antiguo de Europa, ya que el chino mandarín, escrito y hablado, ha sido enseñado en esta Universidad desde finales de 1724, mientras que el hindi y el urdu desde 1878.

## Historia
El origen de la Universidad se remonta a 1724, cuando el misionero Matteo Ripa, al regresar de China, fundó en Nápoles un centro de educación religiosa para jóvenes chinos destinados a evangelizar a su país de origen. Tras el reconocimiento eclesial por parte del papa Clemente XII, el 7 de abril de 1732, el centro asumió el nombre de Collegio dei cinesi (Colegio de los chinos). A partir de 1747, también fueron admitidos jóvenes procedentes del Imperio Otomano. El Colegio no se dedicó sólo a la educación religiosa: mediante el internado desempeñó un papel importante en la formación de jóvenes laicos napolitanos y de intérpretes para la Compañía de Ostende.
Tras la Unificación de Italia, el instituto - renombrado como Real collegio asiatico (Real colegio asiático)  en 1868 - introdujo el estudio de otros idiomas, como el árabe, el hindi, el ruso y el urdu. El Colegio fue una escuela secundaria superior hasta 1888, quando se convirtió en Regio istituto orientale (Real Instituto Oriental), siendo equiparado jurídicamente a una Universidad.

### Nombres
- 1732-1868: Collegio dei cinesi
- 1868-1888: Real collegio asiatico
- 1888-1937: Regio istituto orientale
- 1937-1941: Regio istituto superiore orientale
- 1941-1946: Regio istituto universitario orientale
- 1946-2002: Istituto universitario orientale
- Desde 2002: Università degli Studi di Napoli "L'Orientale"

## Organización

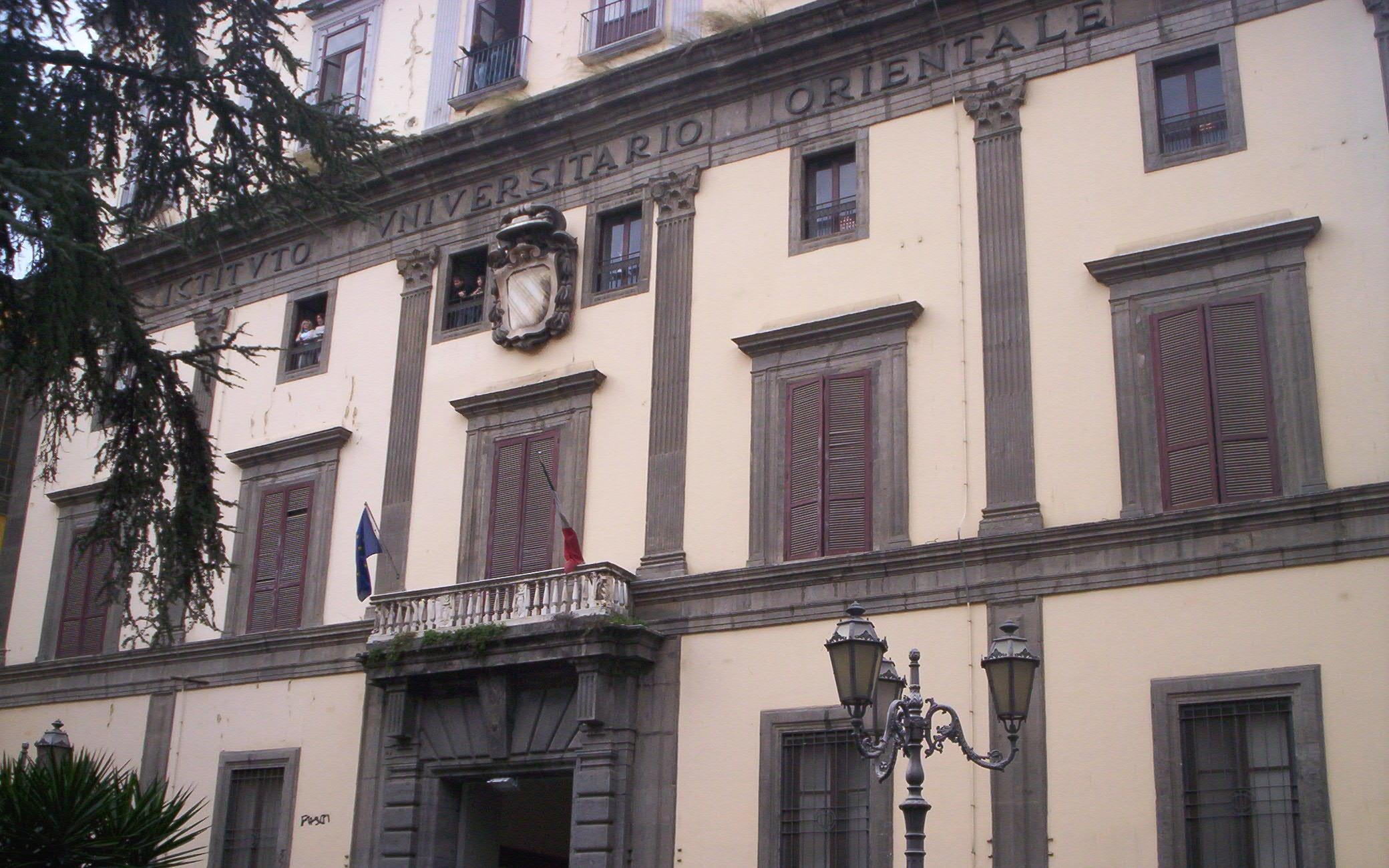
Sede de Palazzo Giusso.

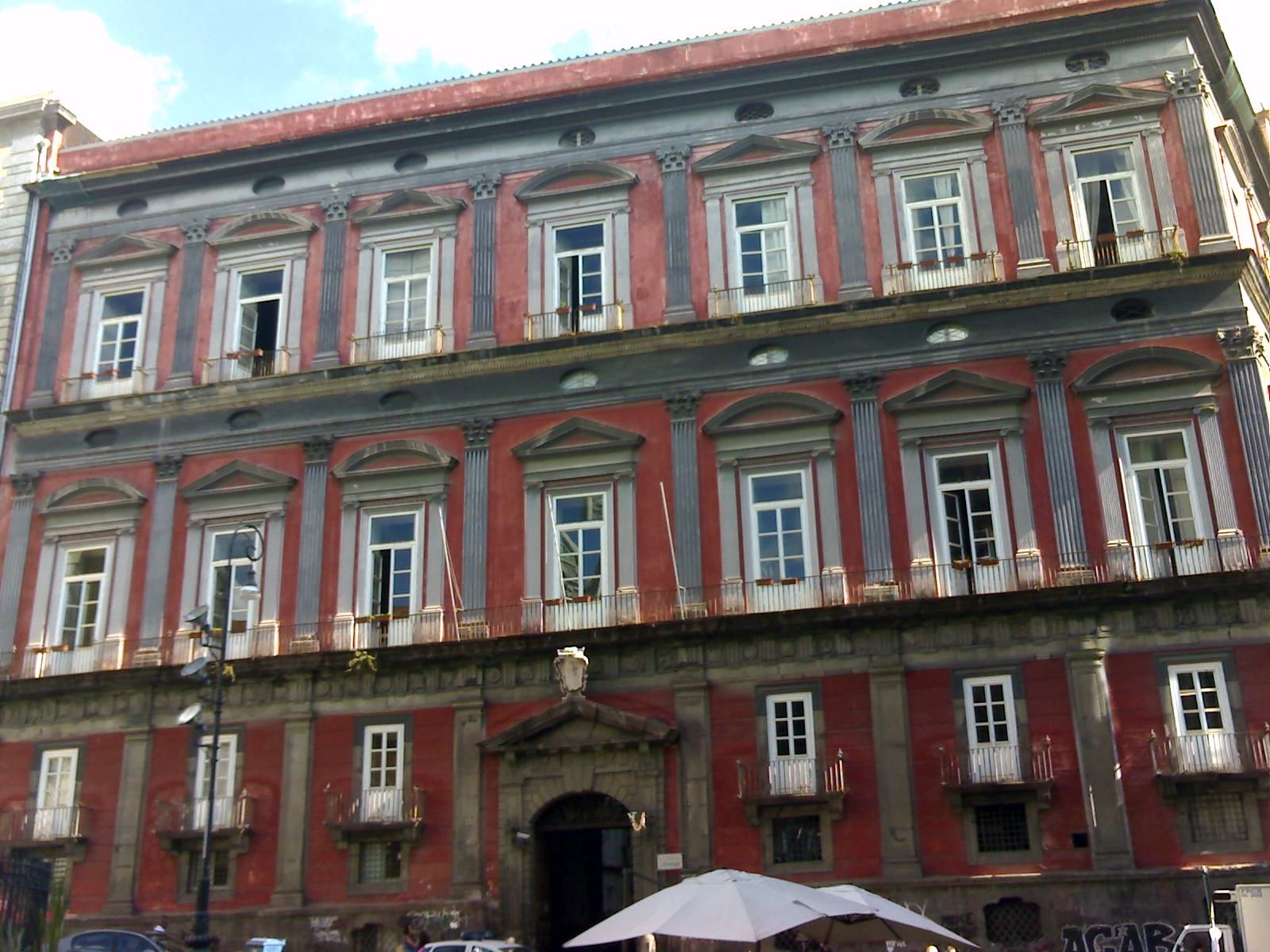
Sede de Palazzo Saluzzo di Corigliano.

La Universidad se subdivide en tres Departamentos:
- Asia, África y Mediterráneo
- Ciencias Humanas y Sociales
- Estudios Literarios, Lingüísticos y Comparados[8]

Cursos de idiomas:
- Idiomas africanos
- Idiomas antiguos
- Idiomas asiáticos
- Idiomas europeos y americanos

### Sedes
- Palazzo Du Mesnil, sede del Rectorado
- Palazzo Giusso, sede del Departamento de Ciencias Humanas y Sociales
- Palazzo Saluzzo di Corigliano, sede del Departamento de Asia, África y Mediterráneo
- Palazzo Santa Maria Porta Coeli, sede del Departamento de Estudios Literarios, Lingüísticos y Comparados
- Palazzo del Mediterraneo, sede de aulas, oficinas administrativas, presidencias y secretarías